# Cheddi Jagan
Cheddi Berret Jagan, (Port Mourant, 22 maart 1918 – Washington D.C., 6 maart 1997) was minister-president (1953, 1957-1964) en president (1992-1997) van Guyana. Jagan is vooral bekend als politicus en activist.

## Jeugd en opleiding
Jagan werd geboren op de suikerrietplantage Port Mourant als zoon van contractarbeiders die vanuit toenmalig Brits-Indië geïmmigreerd zijn naar Brits-Guiana. In Georgetown volgde Jagan voortgezet onderwijs aan het Queen’s College. Later studeerde hij tandheelkunde aan het College of Dentistry (Howard University in Washington D.C.) en aan de Northwestern University in Chicago. Na deze opleidingen keerde Jagan omstreeks 1943 terug naar zijn vaderland om daar als tandarts te werken.

## Politieke carrière
In 1947 werd hij gekozen tot lid van het koloniale bestuur. Uit afkeer van de slechte omstandigheden in Brits Guiana richtte Jagan in 1950 de politieke partij People’s Progressive Party (PPP) op samen met Forbes Burnham. In 1953 vonden de eerste verkiezingen met algemeen kiesrecht plaats. Alhoewel Jagan de koloniale verkiezingen won en hoofdminister werd, moest hij al na 133 dagen, toen hij arbeidswetgeving wilde moderniseren, onder druk van de Britse autoriteiten, aftreden. De toenmalige Britse gouverneur, Alfred Savage, verbood de jeugdafdeling van de PPP en stelde Jagan tot 1957 onder huisarrest, vanwege zogenaamde "communistische activiteiten." Achter de schermen zou ook sprake zijn geweest van grote druk van de Verenigde Staten en de CIA omdat Jagan verdacht werd banden te hebben met de Sovjet-Unie, maar bewijzen zijn nooit geleverd. Tot 1957 was Jagans rol in de politiek klein en werkte hij vooral als tandarts. 
In 1957 werd de democratie hersteld, en won Jagan de verkiezingen. De Amerikaanse regering zette de Britse regering onder druk om het kiessysteem in Brits-Guiana te wijzigen. In 1961 werd een nieuwe grondwet aangenomen waarin het kiessysteem werd veranderd in een evenredige vertegenwoordiging, en de functie van premier werd ingesteld. In hetzelfde jaar won Jagan de verkiezingen en werd de eerste premier van Brits-Guiana.
In 1964 won Jagan weer de verkiezingen. Ondanks de overwinning van Jagan met zijn partij de PPP gaf gouverneur Richard Luyt de formatieopdracht aan Forbes Burnham. Deze medeoprichter van de PPP had na een afsplitsing van de PPP zijn eigen politieke partij, het People’s National Congress (PNC), opgericht. Burnham sloot een coalitie met United Force, een conservatieve blanke partij. Vervolgens werd Burnham voorgedragen door Luyt als premier. Jagan weigerde zijn premierschap op te geven, en beschuldigde Burnham en Luyt van fraude. Luyt diende een verzoek in bij de Britse regering om Jagan te ontslaan, en de regering Burnham te installeren zonder toestemming de premier. Alle leden van People’s Progressive Party waren afwezig tijdens de installatie van de regering Burnham.
Na het verbroken contact tussen Jagan en de meer en meer autoritaire Burnham, die Guyana verdeelde tussen de verschillende rassen door de afsplitsing van de PPP, was Jagan 28 jaar lang actief als leider van de oppositie en maakte zich sterk voor werkgelegenheid. In 1992 werd hij gekozen tot president in de eerste vrije verkiezingen sinds de onafhankelijkheid. Nog geen 5 jaar later stierf Jagan in Washington D.C. aan een hartaandoening.
Jagans presidentiële ambtsperiode wordt gekarakteriseerd door een herleving van de Union Movement en de beloftes van verbeteringen in het onderwijs en de infrastructuur. Tegen het eind van zijn leven zei Jagan het Marxisme-Leninisme vaarwel en stuurde Guyana in de richting van het kapitalisme.

## Overig

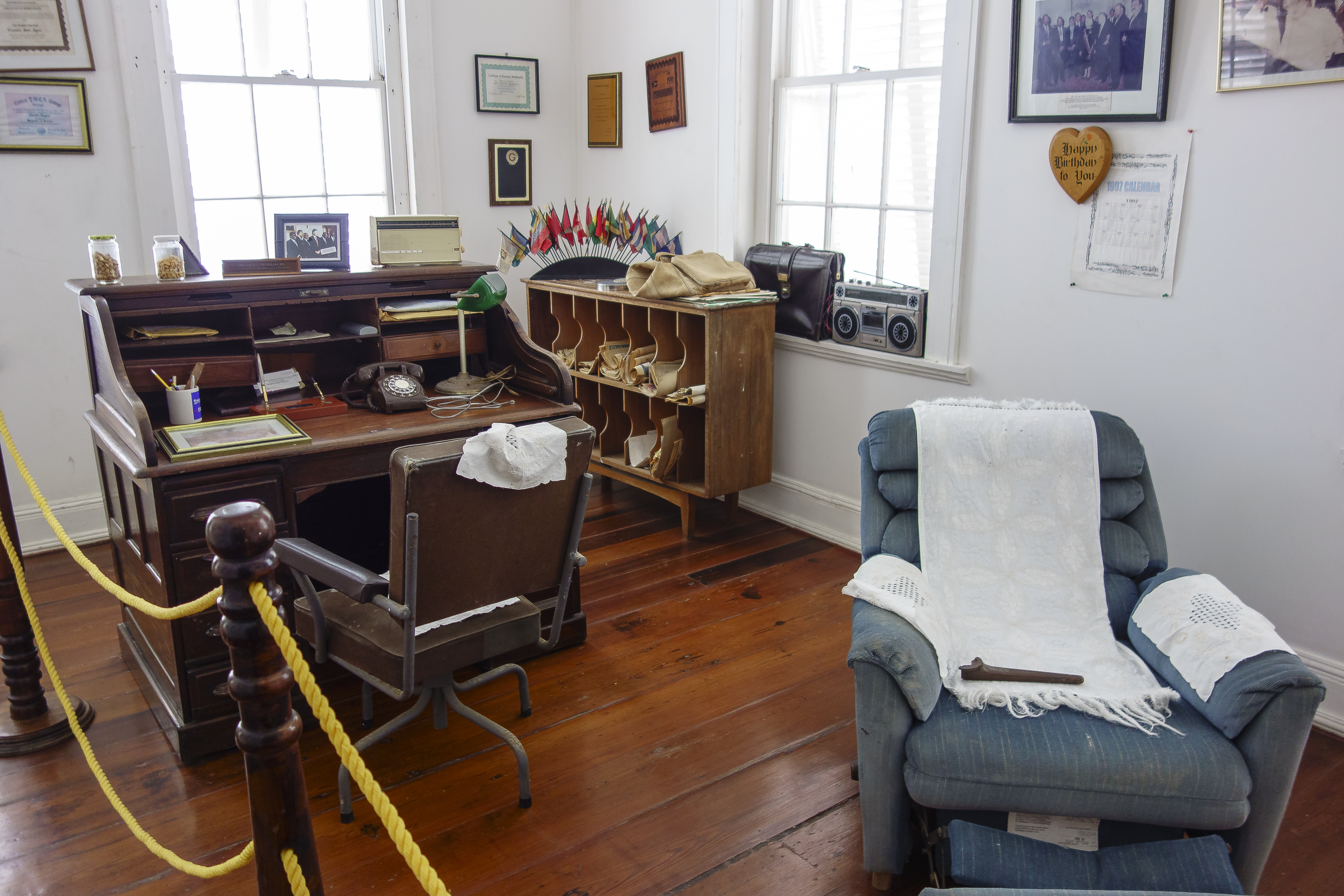
Kantoor van Jagan in de Red House, Georgetown

In 1943 trouwde Jagan met Janet (geboren Rosenberg), een voormalig lid van een communistische jeugdorganisatie. Uit dit huwelijk werden twee kinderen geboren, Nadira en Cheddi Jr. Mevrouw Jagan is bekend geworden door in de voetstappen van haar man te treden door hem op te volgen als minister-president tot aan haar aanstelling als president op 19 december 1999. In Georgetown is een museum gewijd aan Cheddi Jagans leven en werk inclusief een replica van zijn kantoor.

## Werken
Als politiek auteur en speechschrijver heeft Jagan veel gepubliceerd. Enkele titels zijn:
- Forbidden Freedom: The Story of British Guiana
- The West On Trial: My Fight for Guyana's Freedom
- The Caribbean Revolution
- The USA in South America